# 傑弗里·奧利弗
傑弗里·奧利弗（英語：Sir Geoffrey Nigel Oliver，1898年1月22日—1980年5月26日）是第二次世界大戰期間的英國皇家海軍軍官。

## 早年生活
傑弗里·奧利弗是英國植物學家弗朗西斯·沃爾·奧利弗的長子。他曾就讀於拉格比公學，並於1915年加入皇家海軍，成為皇家海軍工程學院的學員。1916年，傑弗里·奧利弗受命成為無畏號戰艦的見習生。
1917年5月，他被分配到聲望號戰鬥巡洋艦，並於1917年9月晉升為少尉。1918年10月，他晉升為中尉。 
傑弗里·奧利弗在決心號戰艦短暫服役後，他於1920年就讀劍橋大學王后學院兩個學期。隨後他在朴茨茅斯的皇家海軍炮術學校（HMS Excellent）接受培訓。
1925年8月，傑弗里·奧利弗被任命為卡萊爾號輕巡洋艦的砲兵軍官。1928年，他回到皇家海軍炮術學校的實驗部門，並於1930年1月成為羅德尼號戰艦的砲兵軍官。1932年3月，他再次回到皇家海軍炮術學校，擔任實驗部門負責人。1934年至1936年間，他指揮戴安娜號驅逐艦，然後指揮老兵號驅逐艦。
1933年，他與法學家弗朗西斯·A·瓊斯爵士的女兒芭芭拉·瓊斯結婚。這對夫婦育有三個孩子，其中只有一個兒子活了下來。他的二兒子在8歲時死於肺炎，而他的女兒在諾福克度假時因意外而身亡。

## 第二次世界大戰
1937年6月，傑弗里·奧利弗晉升為上尉。1939年5月，即第二次世界大戰爆發前幾個月，他成為訓練和參謀部副主任。 
1940年10月，他奉命指揮一艘狄多級輕巡洋艦赫敏號，作為第二巡洋艦分艦隊的一部分參加了1941年5月對俾斯麥號的追捕。赫敏號隨後被分配到駐紮在直布羅陀的H部隊，執行護航任務以參與馬爾他圍城戰。1941年7月2日，赫敏號在突尼斯附近撞毀了義大利潛艇，傑弗里·奧利弗因此在11月獲得了傑出服務勳章。 
1942年，赫敏號成為佔領法屬馬達加斯加部隊的一部分，之後它被分配到海軍上將亨利·哈伍德爵士的東地中海艦隊。
1942年6月16日，赫敏號在克里特島以南被德國潛艇U-205所發射的魚雷擊中並沉沒，570名船員中有87人喪生，傑弗里·奧利弗倖存。 
1942年10月，傑弗里·奧利弗被派往直布羅陀為入侵法屬北非的火炬行動組織盟軍的航運。 
由於他在火炬行動期間的工作，傑弗里·奧利弗獲得了DSO勳章和美國軍團勳章(American Legion of Merit)。
1943年7月，他成為“N”部隊的指揮官，其總部設在阿爾及爾的海軍基地，負責指揮7月9日的西西里島戰役。 
從1943年底到1944年2月，他擔任“射擊精度委員會”委員會的主席。然後，他被晉升為一級准將，並被任命為“J”部隊的指揮官，負責海王行動，為此他獲得了第二個DSO勳章。
從1944年10月到1945年2月，他指揮第1航母分艦隊，在愛琴海清除水雷並提供人道救援。1945年5月，他晉升為海軍少將，負責指揮第21航空母艦分艦隊，參加了在仰光的兩棲登陸行動。1945年8月日本投降時，這支艦隊正準備進攻馬來半島。 

## 戰後
1946年12月，他成為海軍部高級專員和海軍參謀長助理，1949年2月晉升為海軍中將。 
他於1951年1月1日獲頒巴斯勳章，1952年5月，傑弗里·奧利弗晉升為海軍上將。1955年1月1日，他獲頒大英帝國勳章。
他於1955年12月1日從皇家海軍退役，並搬到了他在西薩塞克斯郡亨菲爾德附近購買的一個農場。 